# Sirtori
Sirtori (Sìrtur in dialetto brianzolo) è un comune italiano di 2 769 abitanti della provincia di Lecco in Lombardia, che sorge sulle colline del Meratese.

## Storia
L'abitato, di antica origine, nell'865 è attestato come Sirtores; in seguito segui le sorti del Contado della Martesana e della pieve di Missaglia.
Nel 1647 Filippo IV di Spagna concedette il paese in feudo alla famiglia di Evangelista Sirtori.
Nel 1844 il comune di Sirtori incorporò definitivamente quello di Crippa.
Sirtori venne aggregato al comune di Barzanò nel 1928, recuperando l'autonomia nel 1953.

## Monumenti e luoghi d'interesse

### Architetture religiose
- Chiesa parrocchiale dei Santi Nabore e Felice (1882)[5][7][8]
- Oratorio della Beata Vergine Assunta (1686[5]), costruito all'interno del complesso di Villa Besana[9], forse in sostituzione di un precedente edificio di culto menzionato in un documento di papa Alessandro III datato 1168[5].
- Oratorio di Sant'Andrea (1626)[10], all'interno della Cascina Ceregallo[11]

### Architetture civili
- Castello di Crippa (ex Villa Borromeo), costruito nel XV secolo come fortezza del borgo[5]
- Ruderi della torre di Sirtori (X-XI secolo)[12]
- Villa Besana (XVI secolo[13]) dove c'è l'albero più alto d'Italia
- Cascina Ceregallo (XVII secolo)[11]
- Cascina Bornò[14]
- Cascina Colombei[15]
- Complesso del Ronco[16]

### Aree naturali
- Parco Regionale di Montevecchia e della Valle del Curone

## Società

### Evoluzione demografica
- 250 nel 1751 con Ceregallo
- 478 nel 1771
- 482 nel 1805
- 1 605 nel 1809 dopo annessione di Bernaga, Cereda, Crippa, Perego e Viganò
- 799 nel 1853 dopo riannessione di Crippa nel 1844
- 967 nel 1871
- annessione a Barzanò nel 1928[17]
- 1 282 nel 1961

Abitanti censiti

### Etnie e minoranze straniere
Gli stranieri residenti nel comune sono 257, ovvero l'8,7% della popolazione. Di seguito sono riportati i gruppi più consistenti:
1. Marocco, 110
2. Romania, 28
3. Albania, 26